# Чикаль-Ко (департамент)
Департамент Чикаль-Ко  (исп. Departamento de Chical Co) — департамент в Аргентине в составе провинции Ла-Пампа.
Территория — 9117 км². Население — 1502 человек. Плотность населения — 0,20 чел./км².
Административный центр — Альгарробо-де-Агуила.

## География
Департамент расположен на северо-западе провинции Ла-Пампа.
Департамент граничит:
- на севере и западе — с провинцией Мендоса
- на востоке — с департаментом Чалилео
- на юге — с департаментом Пуэлен

## Административное деление
Департамент состоит из 2 муниципалитетов:
- Ла-Умада
- Альгарробо-дель-Агила

## Важнейшие населенные пункты[3]
| № | Населённый пункт      | Населённый пункт (исп.) | Категория | Население чел. (2010) | На карте                        |
| - | --------------------- | ----------------------- | --------- | --------------------- | ------------------------------- |
| 1 | Ла-Умада              | La Humada               | поселок   | 657                   | 36°20′57″ ю. ш. 68°00′49″ з. д. |
| 2 | Альгарробо-дель-Агила | Algarrobo del Águila    | поселок   | 329                   | 36°23′59″ ю. ш. 67°08′39″ з. д. |